# Волковский сельсовет (Башкортостан)
Волковский сельсовет — муниципальное образование в Благовещенском районе Башкортостана.

## История
Согласно «Закону о границах, статусе и административных центрах муниципальных образований в Республике Башкортостан» имеет статус сельского поселения.

## Население
| 2002 | 2009 | 2010 | 2012 | 2013 | 2014 | 2015 |
| ---- | ---- | ---- | ---- | ---- | ---- | ---- |
| 357  | ↗455 | ↘430 | ↘413 | ↘393 | ↘374 | ↗378 |
| 2016 | 2017 |      |      |      |      |      |
| ↘366 | ↘355 |      |      |      |      |      |

## Состав сельского поселения
| № | Населённый пункт | Тип населённого пункта       | Население |
| - | ---------------- | ---------------------------- | --------- |
| 1 | Волково          | село, административный центр | ↘218      |
| 2 | Туктарово        | деревня                      | ↘172      |
| 3 | Кулики           | деревня                      | →34       |
| 4 | Христолюбово     | деревня                      | ↗6        |